# Liste d'enseignes de la grande distribution en Italie
Pour un article plus général, voir Liste d'enseignes de la grande distribution en Europe.
Cet article présente la liste d'enseignes de la grande distribution en Italie, incluant les supermarchés, maxi-discompteurs, hypermarchés et les libres-services de gros et indiquant l'année de création dans le pays concerné et le nombre de magasins de l'enseigne.

## Liste d'enseignes

### Supermarchés
- Basko (Sogegross) : depuis 1987 ; plus de 60 supermarchés.
- Carrefour Market (Groupe Carrefour) : depuis 2009 ; plus de 200 supermarchés.
- Carrefour Express (Groupe Carrefour) : depuis 2009 ; plus de 500 proximité.
- Conad (Conad City, Margherita) : depuis 1962 ; plus de 1 300 supermarchés et plus de 1 400 proximité.
- Coop (inCoop) : depuis 1967.
- Crai (it) : depuis 1973.
- Despar : depuis 1960 ; plus de 1 800 supermarchés et proximité.
- Elite supermercati : depuis 1973 ; plus de 50 supermarchés[1].
- Esselunga (Esselunga S.p.A.) : depuis 1957 ; plus de 160 supermarchés et superstores.
- Famila (it) (Gruppo Selex) : depuis 1984 ; plus de 1 100 supermarchés et plus de 350 proximité.
- Il Gigante (it) (Gruppo Selex) : depuis 1972 ; 35 supermarchés.
- PAM (it) (Gruppo PAM) : depuis 1958 ; plus de 100 supermarchés.
- Sigma (it) : depuis 1962.
- Unes (it) (Finiper) : depuis 1967 ; plus de 170 supermarchés.

### Hard-discount
- ALDI : depuis 2018; plus de 100 magasins.
- Eurospin (it) : depuis 1993 ; plus de 1 100 magasins.
- IN's Mercato (it) (Gruppo PAM) : depuis 1993 ; plus de 400 magasins.
- MD (it) : depuis 1994 ; plus de 800 magasins.
- Lidl (Lidl Stiftung & Co. KG) : depuis 1992 ; plus de 600 magasins.
- Penny Market (Rewe Group) : depuis 1994 ; plus de 300 magasins.

### Hypermarchés
- Bennet (it) (Gruppo VéGé) : depuis 1964 ; 73 hypermarchés.
- Carrefour (Groupe Carrefour) : depuis 1993 ; 46 hypermarchés.
- Il Gigante (it) (Gruppo Selex) : depuis 1972 ; 20 hypermarchés.
- Iper (it) (Finiper) : depuis 1974 ; 22 hypermarchés.
- Ipercoop (Coop Italia) : depuis 1988.
- IperFamila (it) (Gruppo Selex) : depuis 1984 ; 33 hypermarchés.
- Panorama (it) (Gruppo PAM) : depuis 1984 ; 24 hypermarchés.
- Spazio Conad (Conad) : depuis 1990 ; 31 hypermarchés.

### Libre-service de gros
- Metro Cash & Carry (Metro AG) : depuis 1972 ; 48 magasins.